# صومعه‌سرا
صومِعه‌سَرا (گیلکی: سۊماسرا) مرکز شهرستان صومعه‌سرا در استان گیلان ایران است.
محصولات عمدهٔ این شهر برنج، چای، نیشکر، نخ ابریشم، توتون، توت‌فرنگی، زعفران، مرغ، چوب صنعتی صنوبر و قطعات الکترونیکی است.
صومعه‌سرا در فاصلهٔ تقریبی بیست و سه کیلومتری مرکز استان قرار دارد و از شهرهای توسعه‌یافته در غرب گیلان محسوب می‌شود، صومعه‌سرا طبق آمار بزرگ‌ترین قطب تولید مرغ ایران است.
صومعه‌سرا از شهرهایی است که در غرب گیلان واقع شده و در سال ۱۳۳۸ از شهرستان فومنات جدا و به شهرستان صومعه‌سرا تبدیل شد و از آن پس شهرستان فومنات نیز به شهرستان فومن تغییر نام یافت. شهرستان صومعه‌سرا با وسعتی حدود ۶۳۳ کیلومتر مربع و بر اساس آخرین تقسیمات کشوری دارای پنج بخش که شامل بخش مرکزی، بخش تولم، بخش میرزا کوچک جنگلی، بخش طاهرگوراب، بخش ضیابر و ده دهستان کسما، پیشخوان، ضیابر، طاهرگوراب، اباتر، بهمبر، تولم، هندخاله، گوراب زرمیخ، مرکیه و سه شهر صومعه‌سرا، مرجقل، گوراب زرمیخ و یکصد و پنجاه و یک روستا می‌باشد. عرض جغرافیایی شهرستان سی و هفت درجه و پانزده دقیقه و طول جغرافیایی چهل و نه درجه و بیست دقیقه است. مرکز این شهرستان یعنی شهر صومعه‌سرا در فاصلهٔ تقریبی ۲۳ کیلومتری مرکز استان قرار دارد. این شهرستان حدود ۱۲۷٬۷۵۷ نفر (سرشماری ۹۰) جمعیت دارد که رقمی حدود ۵۲٬۰۳۷ نفر (%۴۰٫۷) از آن‌ها را جمعیت شهری و ۷۵٬۷۲۰ نفر (%۵۹٫۲) را ساکنان روستا تشکیل می‌دهند.
صومعه‌سرا در گذشته نسبت به‌آبادی‌های اطراف خود مثل کسما از اهمیت کمتری برخوردار بوده لیکن امروزه به دلیل داشتن موقعیت بهتر از آبادی‌های دیگر پیشی گرفته و به صورت مرکز شهرستان از اعتبار برخوردار است. صومعه‌سرا در میان کشتزارها و باغ‌های وسیع قرار گرفته است. برنج و توتون از محصولات مهم صومعه‌سرا است و در کنار آن پرورش کرم ابریشم و چای‌کاری رواج دارد.
محله‌های صومعه‌سرا عبارتند از عربان، سیانگشته، لیموده، خاکیان، رونکیان، چوبکیان، فاطمه آباد، زیده سرا، که هر کدام در گذشته قریه‌هایی جدا بوده‌اند که به‌خاطر نزدیکی به هم متصل شده و شهر صومعه‌سرا را به وجود آورده‌اند. البته در سال‌های اخیر محله‌های جدیدتری نظیر شهرک امام، گلسار، گلشهر و زیباشهر نیز به محله‌های شهر افزوده شده‌اند که بافت‌های جدیدتری هستند و محله‌های نظیر عربان از محله‌های قدیمی‌تر شهر محسوب می‌شوند. مرکز شهر نیز از حد فاصل میدان ولی عصر تا انقلاب (میدان اصلی) خیابان برشنورد، طالقانی، امام خمینی و فرهنگ نیز دارای خیابان‌ها و کوچه‌های مختلفی هستند. بازار سنتی این شهر در روزهای یکشنبه برپا می‌شود.
شهرستان صومعه‌سرا دارای پنج شهر به نام‌های مرجقل، صومعه‌سرا، گوراب زرمیخ، طاهرگوراب و ضیابر است که شهر صومعه‌سرا مرکز شهرستان صومعه‌سرا محسوب می‌شود.

## نام
معروف‌ترین گمانه دربارهٔ نام صومعه‌سرا نام‌گذاری آن از روی نام عارف سده چهارم و پنجم عبدالله صومعه‌ای است. همچنین کهن‌ترین نوشته‌ای که نام صومعه‌سرا درآمده است سدهٔ هفتم هجری و مجموعه رباعیات عارف آن سده سید شرف شاه بازمی‌گردد. همچنین سوما در گیلکی معنی زاهد و پرهیزکار دارد و این شهر در تلفظ گیلکی سوماسرا نیز خوانده می‌شود.

## مردم و زبان
مردم صومعه‌سرا گیلک هستند و زبان گیلکی را با گویش بیه‌پس و لهجهٔ صومعه‌سرایی سخن می‌گویند.

## آداب و رسوم
آداب و رسوم رایج در شهرستان صومعه‌سرا که برخی به فراموشی سپرده شده را می‌توان به شرح زیر برشمرد: لافند بازی که بیشتر در جشن‌های عروسی، عید نوروز یا در بازارهای هفتگی اجرا می‌شد، کشتی گیله مردی که امروزه همچنان پا برجاست و یادگار قدرت و دلاوری مردم این خطه است و ریشه در تاریخ دارد، نوروزخوانی که از رسوم آخر هر سال است و هم‌اکنون کم‌وبیش رواج دارد و نماد ورود به بهار می‌باشد، عروس گوله از دیگر مراسم قبل از سال نو به‌شمار می‌رفت این نمایش همراه با آواز دارای مفاهیم اخلاقی و تزئینی خاصی بود. چهارشنبه‌سوری که از مراسم کهن ایرانیان که در گیلان و در صومعه‌سرا با عنوان گولی‌گولی چهارشنبه (چهارشنبهٔ گل‌گلی) رایج است در غروب سه شنبه آخر سال و در شب چهارشنبه انجام می‌شود و هنگام پریدن از آتش می‌خوانند: زردی بشه، سرخی بایه، نکبت بشه دولت بایه. سیزده‌به‌در به عنوان آخرین مراسم نوروز که مردم بیشتر به کنار رودخانه‌ها و در دل جنگل‌ها می‌روند و به صورت گروهی آخرین روز نوروز را گرامی می‌دارند. شب چله که از مراسم باستانی ایرانی است که معمولاً چنین شبی اهل خانواده و خویشان گردِ هم می‌آیند و معمولاً از تنقلات و آجیل استفاده می‌نمایند. گِشه بوری که یکی از مراسم مربوط ازدواج بوده که این مراسم با صدای ساز و نقاره و ترانه‌خوانی و شادمانی عروس و داماد و دیگر مهمانان همراه است. همچنین زیارت عتبات عالیات خصوصاً زیارت مشهد و اخیراً سوریه و کربلا پس از برداشت محصول برنج، عزاداری ماه محرم که همچون سایر مناطق ایران مردم شهرستان آداب و رسوم ویژه برای سوگواری حسین بن علی دارند. معمولاً مردم در روزهای نهم و دهم محرم به زادگاه خود می‌آیند و در جمع بستگان و آشنایان در مراسم عزاداری شرکت می‌کنند و مراسم سوم امام هر سال در طاهر گوراب با حضور هیئت‌های زنجیرزنی و سینه‌زنی از نقاط مختلف گیلان با شکوه خاصی برگزار می‌شود و ده‌ها هزار نفر از نقاط مختلف گیلان و حتی ایران و روستاهای دور و نزدیک جهت شرکت در مراسم سوم امام به سوی طاهر گوراب روانه می‌شوند. بازارهای محلی و هفتگی در شهرستان از رونق فراوان برخوردار است که یکی از مراکز مراوده‌های اجتماعی، فرهنگی و اقتصادی مردم به‌شمار می‌رود. مراسم تعزیه‌خوانی عاشورا در ضیابر بسیار باشکوه برگزار می‌شود و علاقه‌مندان سوگ حسینی را از سراسر نقاط ایران به این روستا می‌کشاند. همچنین دوشنبه‌بازار ضیابر به دلیل قرار گرفتن در مسیر ارتباطی به منطقهٔ ییلاقیِ ماسال و شاندرمن همچنان از رونق بسیار و مخاطبین بی‌شماری از سراسر استان گیلان و سایر نقاط کشور برخوردار است.
 جاذبه‌های گردشگری و مکان‌های مذهبی
از آثار تاریخی این شهرستان نیز می‌توان به مناره گسکر روستای مناره بازار دهستان طاهرگوراب، آثار بجا ماندنی از پل خشتی در روستای پردسر، پل خشتی گازرودبار، سید خروسه در هفت دغنان ضیابر که بعضاً به وسیله سازمان میراث فرهنگی در حال مرمت و بازسازی است.
مناره گسگر:این مناره در روستای مناره بازار دهستان طاهرگوراب از توابع شهرستان صومعه‌سرا و در ۳۶ کیلومتری غرب شهرستان رشت واقع شده است. مناره گسکر در سر راه یک جاده قدیمی معروف به جاده شاه عباسی واقع شده است و یادآور مناره‌های عظیم سلجوقی در دیگر مناطق ایران است. ارتفاع مناره گسکر ۲۹ متر و قطر آن در پایه ۷ متر و در بخش فوقانی ۳۵/۲ متر است و مناره شکل مخروطی دارد. یک ستون نگهدارنده در وسط به عنوان تکیه‌گاه به ابعاد ۵۵×۵۵ سانتیمتر به پلکان مارپیچ داخلی و جدارهٔ بیرونی مناره ایستائی داده است. هیچ کتیبه‌ای که تاریخ بنا و بانی آن را معرفی کند، وجود ندارد. مناره با آجرهای مربع شکل به ابعاد ۱۳×۱۳ سانتیمتر و قطر ۶ سانتیمتر بنا گردیده و جز در قسمت فوقانی که دو نوار آجرکاری تزئینی آن را زینت داده، در سایر قسمت‌ها کاملاً ساده و بدون آلایش است. با توجه به شکل مناره و مصالح بکار رفته در آن می‌توان مناره گسگر را در ردهٔ میل‌ها و مناره‌های دورهٔ سلجوقی قرار داد. این مناره در زلزله ۱۳۶۹ گیلان به شدت آسیب دید. همچنین ساختمانی واقع در کسما که مقر مبارزان جنگل و به نام عمارت معروف است اشاره کرد. از بازارهای عمده، بازار مرجقل، ضیابر، گوراب زرمیخ، صومعه‌سرا و پنجشنبه بازار طاهرگوراب که دیگر رونق ندارد را می‌توان نام برد. وجود بیش از ۱۸۰ مسجد و بقاع متبرکه در اقصی نقاط شهرستان معرف مذهبی بودن این دیار و علاقه آنان به ائمه اطهار است.
شهرستان صومعه‌سرا از مناطق زیبا و دیدنی استان گیلان است که به دلیل ناشناخته بودن از دید مسافران و حتی مردم این شهرستان دور مانده است. ناشناخته ماندن این شهرستان موجب شده تا نتواند به عنوان یک منطقه گردشگری برای مسافران جاذبه داشته و دیدنی به نظر آید.
شهرستان صومعه‌سرا به دلیل قرار گرفتن در حاشیه جنوبی تالاب انزلی سالانه پذیرای پرندگان مهاجری از قبیل کیلار، فیلوش، خوتکای پرسفید و معمولی است که برای هر مسافری زیبا و خاطره انگیز است. در مدخل ورودی این شهر یک هتل به نام ابریشم وجود دارد که از نظر پذیرایی و اقامتی تاحدزیادی می‌تواند در حل مشکلات مسافران نوروزی مثمر واقع شود. منطقه زیبا و کوهستانی «تنیان» واقع در بخش میرزاکوچک یا گوراب زرمیخ صومعه‌سرا از نقاط زیبای طبیعی به‌شمار می‌رود که به دلیل طبیعت فرح‌انگیز و نشاط آور، منحصربه‌فرد و از جاذبه‌های طبیعی این شهرستان است.
از مکان‌های مذهبی این شهرستان می‌توان به بقعه آقا سیدجعفر آقا و سیده خدیجه و سیده نساء نام برد. در اکثر روستاهای صومعه‌سرا هم بقعه‌هایی وجود دارد که می‌توان آن‌ها را هم در فهرست مکان‌های مذهبی این شهرستان قرار داد مانند امامزاده آقا سید پیر عباس که در روستای سیاه تن و در جوار رودخانه واقع است.
در صومعه‌سرا هر ساله چهار جشنواره مهم - چشنواره توت فرنگی (بخش تولمات) -جشنواره سوغات رشته خشکار (بخش طاهرگوراب) -جشنواره غذاها و لباسهای محلی گیلان (بخش مرکزی) - جشنواره قیام جنگل (بخش میرزاکوچک) برگزار می‌شود.

## کتابخانه‌های عمومی
در سال ۱۳۴۹ عده‌ای از دوست داران کتاب در شهر صومعه‌سرا اقدام به تشکیل انجمن کتابخانه‌ها نمودند. در اواخر این سال، شهرداری شهر صومعه‌سرا ۱۵۰ متر مربع زمین جهت احداث کتابخانه در اختیار انجمن گذاشت. در بهمن سال ۱۳۵۱، این کتابخانه با زیر بنای ۱۳۰ متر و با صرف مبلغ ۴۰۰ هزار ریال هزینه و ۲۱۰ جلد کتاب اهدایی فعالیت خود را آغاز نموده غیر از کتابخانه مزبور چند کتابخانه دیگر در سطح این منطقه قرار دارد که به قرار ذیل است:
کتابخانه عمومی گوراب زرمیخ، کتابخانه عمومی طاهرگوراب، کتابخانه عمومی شهید مجیدی لیفشاگرد و …؛
کتابخانه جامع شهر صومعه‌سرا تحت عنوان کتابخانه باقرالعلوم در سال جاری احداث و هم‌اکنون در حال خدمت‌رسانی می‌باشد.
کتابخانه پروفسور مریم میرزاخانی که جزو کتابخانه جدید این شهر است و همچنین پانسیون مطالعاتی خوارزمی که اولین کتابخانه خصوصی شهرستان صومعه سرا می‌باشد.
صومعه‌سرا همچنین با داشتن ۹۶ درصد باسواد در رده باسوادترین شهرستان‌های ایران نیز به‌شمار می‌رود.

## صنایع و صنایع دستی
صومعه‌سرا در سه بخش تولید مرغ، تولید ابریشم و تولید چوب صنعتی صنوبر مقام نخست در کشور را داراست. منبع
صنایع دستی استان گیلان شامل: «گلیم بافی، سرامیک سازی، بامبوبافی، مرواریدبافی (سبدبافی) قلاب دوزی، نازک کاری چوب، چموش دوزی، تولیدات دست بافت، معرق و مینیاتور، فرش بافی و… می‌باشد که از میان آن‌ها ۱- حصیربافی که با ساقه گیاه لی (گیاه مرداب) و صوف انجام می‌شود، سرامیک سازی، تولیدات دست باف و… خاص صومعه‌سرا است.

## ابریشم
شهرستان صومعه‌سرا را در واقع می‌توان خاستگاه ابریشم ایران دانست، ابریشم در واقع مهم‌ترین و شاخص‌ترین صنعت و سوغات صومعه‌سرا محسوب می‌شود که مطمئناً در کل کشور ایران بی‌همتاست. هرچند گیلان از نظر تعداد کارخانه‌های مربوط به صنعت ابریشم محدود است ولی صومعه‌سرا از این نظر بسیار غنی است والبته جای پیشرفت فراوان نیز دارد. همچنین این چند کارخانه موجود در صومعه‌سرا در کل کشور نیز از اهمیت بسزایی در صنعت نوغان کشور محسوب می‌شوند.
کارخانه‌هایی که در گیلان به جمع‌آوری پیله کرم ابریشم و خشک کردن و انبار کردن و عرضه آن به بازار هستند بسیار محدودند و در محدوده صومعه‌سرا قرار دارند، شامل:
1. کارخانه پیله خشک کنی کسماء که به‌وسیله شرکت پیله ور ساخته شد ولی دستگاه آن که ژاپنی است به‌وسیله شرکت ایران نصب شده است.
2. کارخانه پیله خشک‌کنی طاهرگوراب که دستگاه آن از نوع ژاپنی جدید است. در حال حاضر تنها شرکت ابریشم کشی شرکت (صنایع ابریشم گیلان) می‌باشد که سرمایه آن ۵۰۰ میلیون ریال بود. این کارخانه در روستای «شارم» از بخش‌های اباتر صومعه‌سرا در فاصله ۸ کیلومتری این شهر است طبق آمار بدست آمده صومعه‌سرا فاقد زمین زیر کشت بار و پیله نوغان و تولید تعداد نوغاندار است و دارای ۲ شعب تعداد تخم (جعبه است)
3. در ایران ۴ کارخانه ابریشم کشی وجود دارد اولین واحد در شهرستان صومعه‌سرا دومین واحد در رشت که تعطیل می‌باشد و سومین واحد شرکت صنایع ابریشم شرق گیلان واقع در شهرستان لنگرود که با تولید سالیانه ۱۲۵ تن نخ ابریشم بزرگ‌ترین واحد تولیدی کشور می‌باشد و چهرمین واحد ابریشم طوس که در مشهد واقع شده است.

## جغرافیا

### موقعیت
صومعه‌سرا از شهرستان‌هایی است که در غرب گیلان واقع شده و از شمال به بندرانزلی و از جنوب شهرستان فومن و از شرق به شهرستان‌های رشت و شفت و از غرب به شهرستان‌های ماسال ورضوانشهر محدود است که قرارگیری بر روی شاهراه ارتباطی و جاده بین‌الملل به ویژه در منطقه ضیابر سبب شده سال‌ها به عنوان قطب حمل و نقل غرب گیلان محسوب شود که همچون یک بندر کوچک روزانه محل مراجعه و بارگیری ده‌ها کامیون از اقصی نقاط کشور می‌باشد.

### پوشش جنگلی
در قسمت کرانه‌های تالاب انزلی، جنگل‌ها خاص نواحی مردابی به مقادیر زیادی دیده می‌شود. در جنگل‌های منطقه انواع درختان، راش، توسکا، افرا نمدار، ممرز، سپیدار، اوجا، خرمالو، ارس، گردو و انجیر، گوجه سبز (آلوچه)، ازگیل ژاپنی و از همه مهم‌تر صنوبر وجود دارد. در صومعه‌سرا مناطق ییلاقی وجود ندارد ولی در قسمت دشت آن به مساحت ۱۱۵/۱۷ هکتار غنی می‌باشد بیشتر گیاهان مراتع از انواع: مارجنگ، پونه، پیرگیاه، شبدر، هویچ وحشی، شاه پسند، گزنه و… تشکیل شده است.

### کوه‌ها
شهرستان صومعه‌سرا کلاً در ناحیه جلگه‌ای قرار گرفته و به غیر از تعدادی کوه کم ارتفاع فاقد کوه و قلل است. کوه خمباراجی (خمبارژی) با ارتفاع ۹۴۶ متر در محدوده دهستان گوراب زرمیخ (تنیان) در ۲۰ کیلومتری غرب شهرستان صومعه‌سرا و کوه‌های سیاهکوه، سفیدلنگان کوه و پلنگ دره کوه حداکثر ارتفاعشان به (۱۲۰۰) متر می‌رسد

### رودخانه‌ها
رودخانه‌های مهم شهرستان صومعه‌سرا عبارت‌اند از:

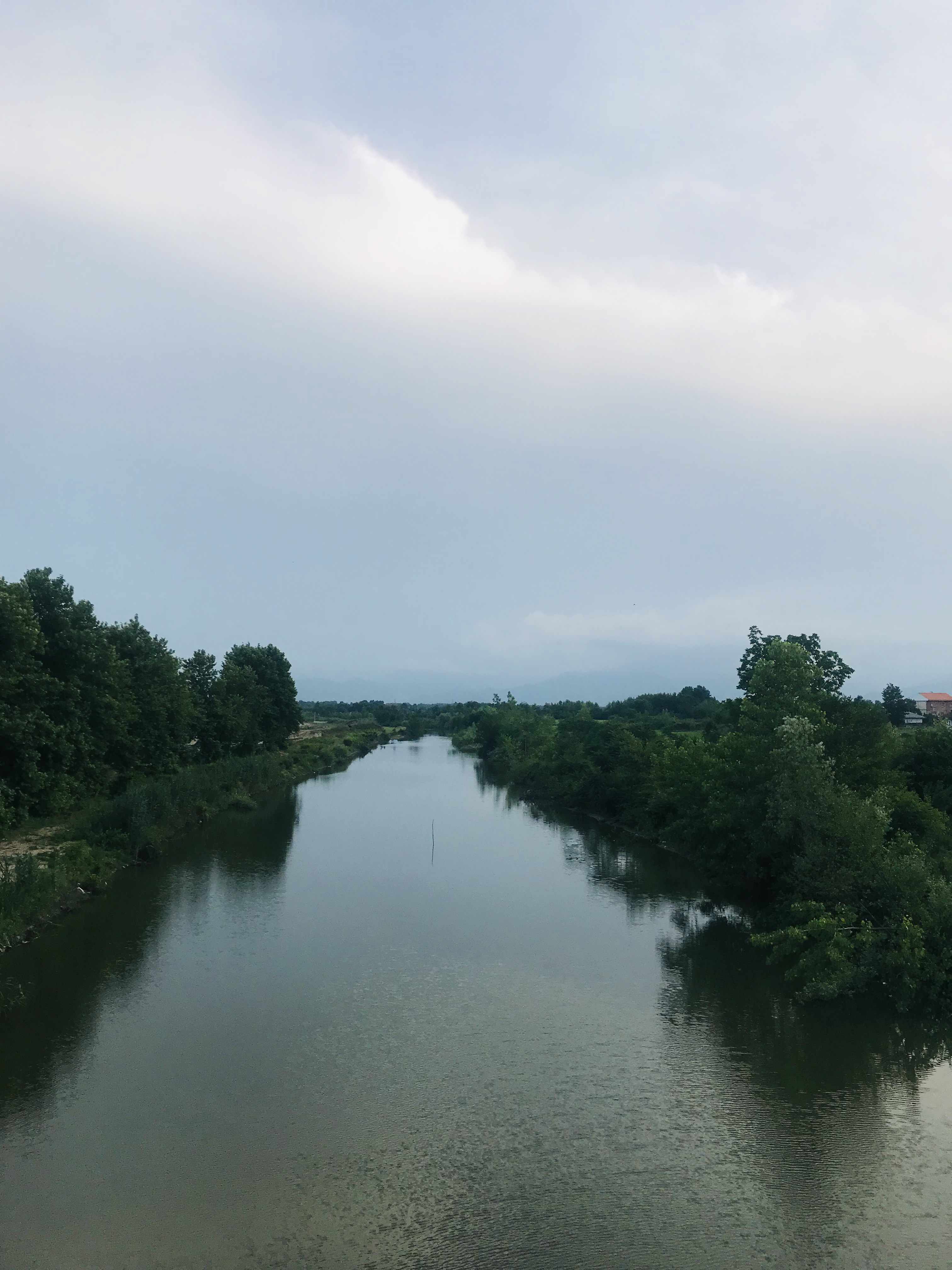
رودخانه پیش روبار

1. پیش روبار: این رودخانه از اتصال رودخانه‌های قلعه رودخانه و گشت رودخان شهرستان فومن تشکیل شده که از روستاهای صیقلان گوراب، ماتک، لیف شاگرد عبور نموده و از کنار روستای سیاه درویشان به تالاب انزلی می‌ریزد که آن رودخانه در روستای سیاه درویشان که می‌رسد به نام رودخانه جمعه بازار نامیده می‌شود.
2. شاندری: این رودخانه از کوه‌های توالش سرچشمه می‌گیرد و از کناره صومعه‌سرا به سمت شرق انحراف یافته و به رودخانه مرغک ملحق می‌شود و وارد تالاب می‌شود.
3. پلنگ رود: این رودخانه از سیاه کوه صومعه‌سرا سرچشمه گرفته و وقتی به دهستان صومعه‌سرا رسیده معروف به «ماسوله رودخان» می‌شود این رود بعد از گوراب به سمت شمال شرق و بعد از فتمه سر وارد تالاب می‌شود و از دیگر رودخانه‌ها رودخانه پسیخان و گازروبار است.

یکی از روستاهای سرسبز صومعه‌سرا نوخالهاست در فاصله کمی از این روستا و در ساحل رودخانه عریض و بسیار زیبای نوخالیه مرتع سبز وسیعی خود نمایی می‌کند که محل نگهداری و قرق اسب‌ها و گاوها است. این صحنه بسیار زیبا و دیدنی است.
این رودخانه با گذشتن از چند روستااز روستای سرسبز و توریستی سیاهدرویشان گذشته و به تالاب انزلی می‌رسد.
صوفیان ده یکی از دهات بسیار زیبای این منطقه صوفیان ده می‌باشد این ده طبیعت بسیار زیبایی دارد در این ده مجموعه تفریحی توریستی قشنگی به نام گلبانگ دادو احداث شده است.

### مرداب

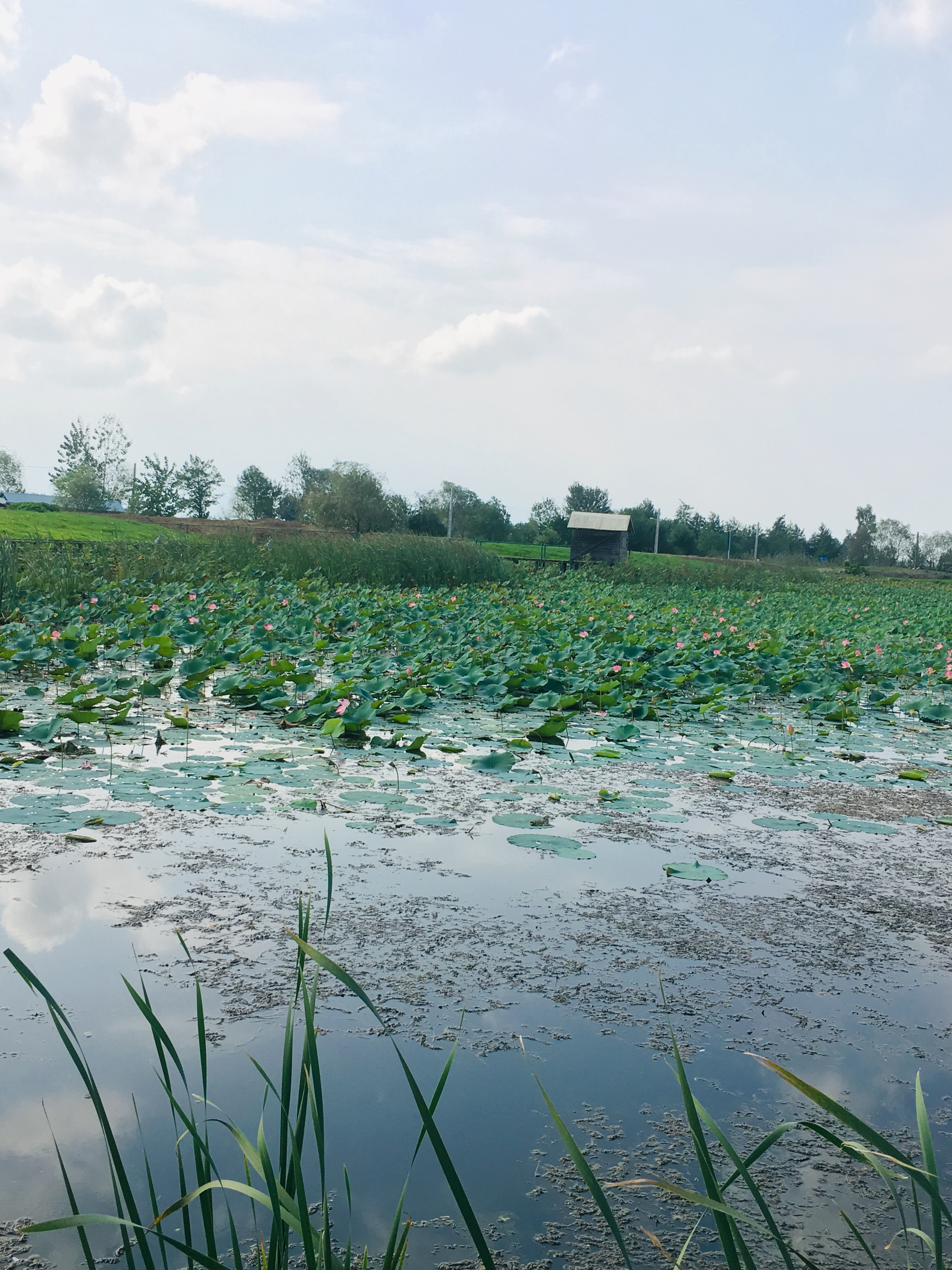
منطقه حفاظت شده سلکه واقع در روستای صوفیانده شهرستان صومعه‌سرا

از ویژگیهای منحصر بفرد شهرستان صومعه‌سرا وجود تالاب در شمال شهرستان، دهستان هندخاله است (ویکی‌پدیا:تالاب انزلی) و از نظر زیست‌محیطی، سیاحتی و اقتصادی دارای اهمیت ویژه و زیست گاه گونه‌های مختلف پرندگان بومی و مهاجر و انواع آبزیان می‌باشد و بعنوان بزرگ‌ترین تالاب دنیا محسوب و دارای توان‌های بالقوه متعدد که یکی از آنها ارزش چراگاهی حاشیه تالاب است ودر حاشیه تالاب سکونتگاهای متعددی وجود دارد که اساس معیشت آنان کشاورزی مبتنی بر برنج، صیفی جات، توتون و نیز دو فعالیت جنبی صید و شکار و دامداری است که دامداری مبتنی بر پرورش گاو و گاومیش می‌باشد.
مهم‌ترین رودخانه‌هایی که به این تالاب وارد می‌شوند می‌توان به ماسوله رودخان، پسیخان و غیره اشاره کرد. همچنین سه منطقه حفاظت شده سلکه و سیاه کیشم و سرخان کل با اعتبار بین‌المللی و محل امنی جهت زیستگاه پرندگان مهاجر در شهرستان صومعه‌سرا واقع شده است.

## اقلیم

### آب و هوا
آب و هوای شهرستان صومعه‌سرا در مجموع مرطوب جلگه‌ای و فصل‌های مختلف سال دارای شرایط مطلوب می‌باشد. از این نظر این منطقه با آب و هوای ویژه خود در اقلیم مرطوب و معتدل قرار داشته، دارای باران فراوان با ۹۷۲/۳ میلی‌متر در سال و متوسط ۸۱ میلی‌متر و میانگین رطوبت ۸۹ درصد، متوسط درجه حرارت سالیانه ۱۶/۶ درجه سانتیگراد و حداکثر حرارت مطلق متوسط ۲۹/۱ درجه سانتی گراد و حداقل حرارت مطلق متوسط ۸/۹ درجه سانتیگراد در فصول مختلف سال که کلاً ویژگی‌های شهرستان‌های ساحل غربی دریای خزر دارد. این شهرستان همانند سایر شهرستان‌های گیلان در مقابل رطوبت زیاد از گرمای متوسط و جریان هوای مطبوع برخوردار بوده و بادهای مختلف الجهت در آن جریان دارند که شدیدترین شان باد گرم زمستانی است که از غرب می‌وزد و ظرف یکی، دو روز رطوبت منطقه را خشک و موجب خسارت شدید کشاورزی و آتش‌سوزی‌های مهیب در شهر و روستاها یا جنگل‌ها می‌گردد. در فصل بهار و پاییز، وزش باد از جانب دریا بوده که موجب افزایش تراکم بخار در دامنه ارتفاعات غربی و ریزش باران می‌گردد متوسط گرمترین ماه سال تیر و مرداد با (۳۶/۸ و ۳۶/۴) درجه سانتیگراد و متوسط سردترین ماه سال بهمن و اسفند با ۵ و ۷ درجه سانتیگراد است و متوسط پرباران‌ترین ماه سال مهر و شهریور با ۱۶۱/۱ و ۱۴۳/۵ میلی‌متر و کم باران‌ترین ماه سال فروردین و دی با ۶/۴ و ۲۶/۸ میلی‌متر و میزان بارندگی سالانه ۶۰۰ تا ۱۰۰۰ میلی‌متر می‌باشد. بادهایی که در منطقه می‌بارند عبارت‌اند از: باد جنوب شرقی، باد جنوب، باد ژیروس، باد غرب، باد شرق، بادنورد از شمال شرقی و پر بادترین ماه سال آبان با ۷ متر سرعت و کم بادترین ماه سال تیرماه با ۳ متر سرعت می‌باشد.

### خاک
خاک شهرستان صومعه‌سرا به سه تیپ «فیزیوگرافیک» تقسیم می‌گردد که وضعیت آن‌ها از نظر مساحت و درصد بدین قرار خواهد بود:
جلگه‌ای به مساحت ۵۷۲۰۰ مترمربع با ۶/۹۲ درصد کوهپایه‌ای با مساحت ۲۹۰۰ مترمربع با ۱۷/۴ درصد کوهستانی با مساحت ۱۷۰۰ مترمربع ۱۷/۲ درصد.
در این ناحیه با توجه به نوع آب و هوا و نوع کشت می‌توان به خاک قهوه‌ای و خاکستری پودر رزولیک اشاره نمود که مخصوص مناطق جنگلی بوده و در کشت چای بسیار مفید می‌باشد.
اکثر جنگل‌های تراشیده شده یا به صورت پراکنده دیده می‌شود. شیب بسیار تند فرسایش و آب روی متوسط از محدودیت‌های اساسی این اراضی می‌باشد. در مجاورت کوه‌های جنگلی کم ارتفاع به سمت غرب شهرستان کوه‌های مرتفع و جنگل به وسعت نه چندان زیاد که در برخی قسمت‌ها، خاک‌های سنگلاخی کم عمق دیده می‌شود که شیب بسیار تند و تیز در این نقاط با آب روی متوسط از ویژگی‌های آن می‌باشد.

## نگارخانه

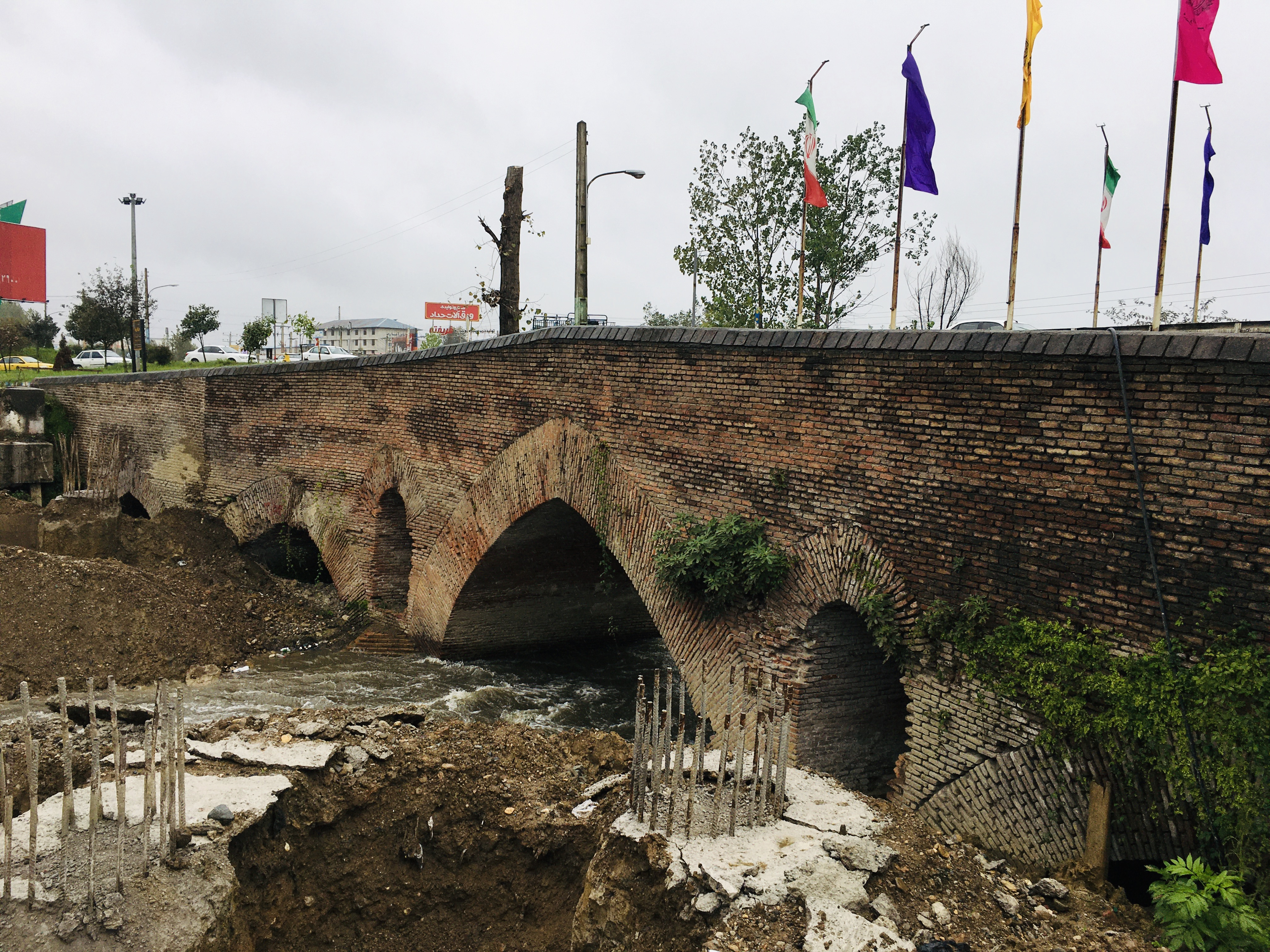
پل خشتی گازروبار در ورودی شهر صومعه سرا (قدمت: دوره قاجاریه)
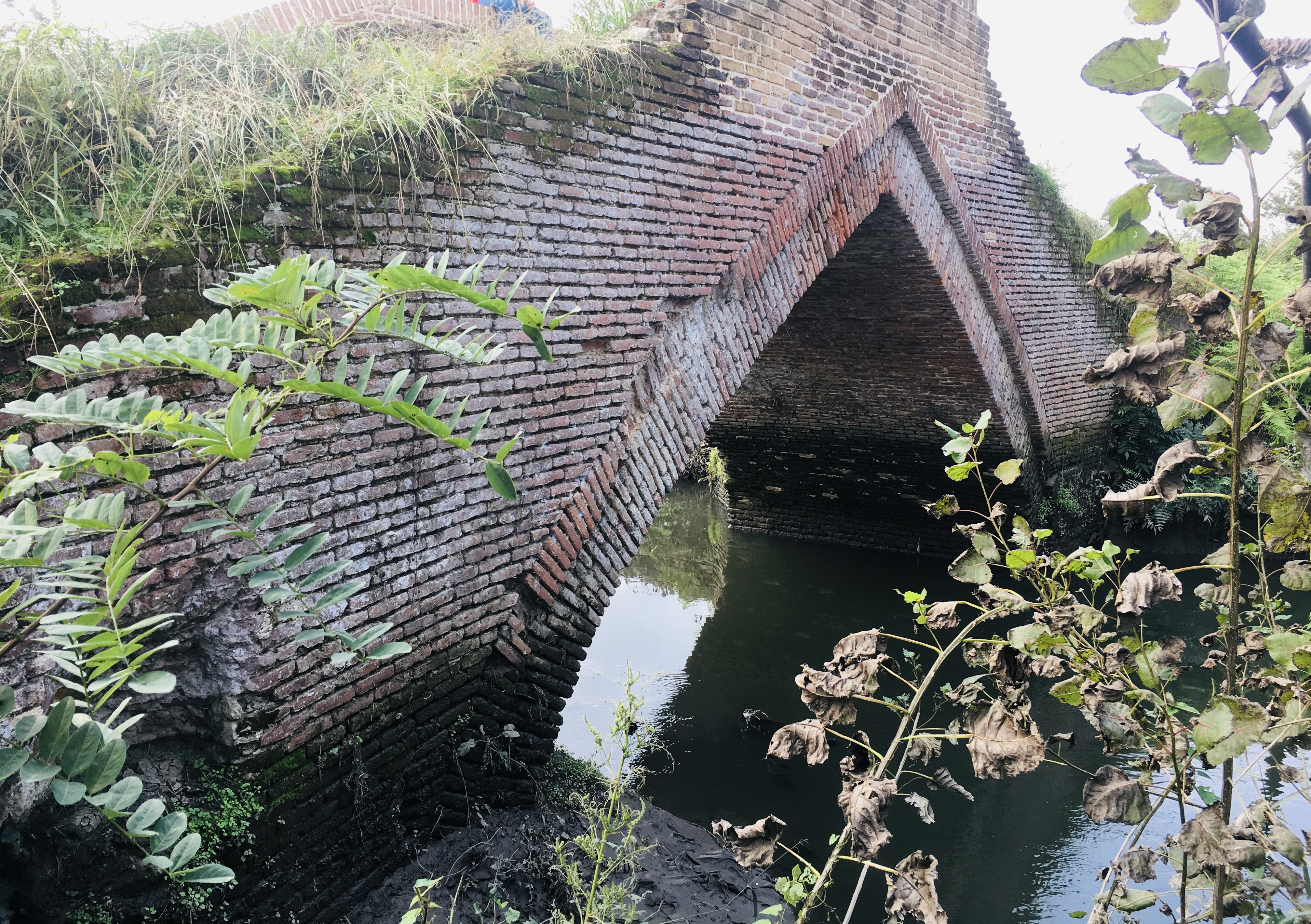
پل خشتی خطیبان صومعه سرا

## مراکز ورزشی
- مجموعه ورزشی تختی (سالن کشتی، یک سالن ورزش‌های رزمی (بوکس، کیک‌بوکس، ووشو، کاراته، موی تای)، زمین چمن مصنوعی فوتبال، باشگاه وزنه‌برداری (بسته شده)، سالن تیراندازی)
- مجموعه ورزشی شهدا (مجهز به:استخر شنا، دو سالن فوتسال (بسکتبال، والیبال)، خانه تنیس روی میز)
- مجموعه ورزشی کارگران(زمین فوتبال، سالن ورزش‌های رزمی دارای رینگ)
- چند باشگاه پرورش اندام
- سالن فوتسال واقع در حلال احمر این شهرستان

صومعه‌سرا طی سال‌های اخیر در رشته‌های ورزشی متعددی مقام کسب کرده است. این شهرستان در ورزش‌هایی چون کشتی، کیک‌بوکس، موی تای، کشتی، بدنسازی و… در سطح‌های شهر، استانی و حتی کشوری قهرمانان زیادی به خود دیده است

## مراکز آموزشی
دانشگاه‌ها
- دانشکده فنی و حرفه‌ای (ملی مهارت) صومعه‌سرا (میرزا کوچک خان)
- دانشکده منابع طبیعی صومعه‌سرا (دانشگاه گیلان)
- دانشکده پیراپزشکی صومعه‌سرا
- دانشگاه جامع علمی - کاربردی مرکز صومعه‌سرا
- دانشگاه پیام نور صومعه‌سرا
- دانشگاه آزاد اسلامی واحد صومعه‌سرا